# Borgo Mantovano
Borgo Mantovano ist eine italienische Gemeinde (comune) mit 5351 Einwohnern (Stand 31. Dezember 2023) in der  Provinz Mantua (Region Lombardei).

## Geografie
Borgo Mantovano liegt etwa 28,5 Kilometer ostsüdöstlich von Mantua an der orographisch rechten Uferseite des  Po.

## Geschichte
Die Gemeinde entstand zum 1. Januar 2018 aus dem Zusammenschluss der bis dahin eigenständigen Gemeinden Pieve di Coriano, Revere und Villa Poma.

## Verwaltungsgliederung
Zur Gemeinde Borgo Mantovano gehören die fünf Fraktionen: Ghisione, Pieve di Coriano, Revere (Gemeindesitz), Villa Poma und Zello.

## Verkehr
Durch das Gemeindegebiet führt die Strada Statale 12 dell’Abetone e del Brennero von Pisa zum Brennerpass. 